# Коллекция (программирование)
Коллекция в программировании — программный объект, содержащий в себе, тем или иным образом, набор значений одного или различных типов, и позволяющий обращаться к этим значениям.
Коллекция позволяет записывать в себя значения и извлекать их. Назначение коллекции — служить хранилищем объектов и обеспечивать доступ к ним. Обычно коллекции используются для хранения групп однотипных объектов, подлежащих стереотипной обработке. Для обращения к конкретному элементу коллекции могут использоваться различные методы, в зависимости от её логической организации. Реализация может допускать выполнение отдельных операций над коллекциями в целом. Наличие операций над коллекциями во многих случаях может существенно упростить программирование.

## Коллекции и контейнеры
Коллекция или контейнер группирует некоторое переменное (возможно, нулевое) число элементов данных, которые имеют некоторое общее значение для решения проблемы. Над ними проводятся операции некоторым способом. Обычно элементы данных имеют один и тот же тип, или же (в языках, поддерживающих наследование) типы будут получены из некоторого общего типа-предка. Коллекция — понятие, применимое к абстрактным типам данных, и не предписывает определённую реализацию через конкретную структуру данных, хотя часто существует устоявшийся выбор. Контейнеры в теории типов — абстракции, которые разрешают коллекциям различных структур, таких как списки и деревья, быть представленными некоторым однородным способом. (Унарный) контейнер определён индексами S и семейством типов на позициях P, индексируемыми через S: задана функция от типов индексов к типу элементов. Контейнеры можно рассматривать как канонические классы для коллекций различных типов. Списки индексируются через натуральные числа (включая ноль). Для списков определён максимальный индекс. Для деревьев структура дерева может быть выражена через индексы без конкретной информации о содержимом узлов. Индексы элементов структуры в памяти изоморфны путям от корня дерева до его узлов.

## Классификация

### По общим характеристикам
- Коллекция может иметь постоянный либо динамически изменяющийся размер. В первом случае в коллекцию может быть записано только строго определённое количество объектов, во втором — коллекция допускает размещение стольких объектов, сколько необходимо (разумеется, в пределах, задаваемых техническими ограничениями). В большинстве случаев, говоря о коллекции, имеют в виду динамическую коллекцию, то есть коллекцию второго вида, хотя, например, обычный статический массив — это тоже коллекция.
- Коллекция может хранить объекты только одного или различных типов. Во втором случае говорят о гетерогенной коллекции.

### По логике организации
В зависимости от того, как логически организован доступ к данным коллекции, выделяются следующие основные типы:
- Вектор — элементы коллекции упорядочены, каждый имеет собственный номер, называемый индексом, по которому к нему можно в любой момент обратиться. Как правило, в качестве индексов выступают последовательные целые числа либо значения, приводимые к ним. Для обращения к элементу вектора используется имя вектора и значение индекса. При добавлении нового элемента он добавляется либо в конец вектора, либо в позицию с заданным индексом. Удаление элемента из вектора приводит к образованию пустого элемента.
- Матрица — элементы имеют два упорядоченных индекса, каждый из которых является целым числом или значением, приводимым к целому. Для доступа к элементу нужно указать имя матрицы и оба индекса. Новый элемент может быть добавлен только в позицию с заданной парой индексов. Удаление приводит к оставлению пустого элемента.
- Многомерный массив — логическое развитие идеи вектора и матрицы до большего (в общем случае — произвольного) числа индексов.
- Список — элементы коллекции упорядочены, идентификаторов у элементов нет. Список — коллекция с последовательным доступом. В любой момент доступен первый элемент коллекции (обычно также доступен и последний). От любого элемента коллекции можно получить доступ к следующему по порядку, таким образом, можно последовательно дойти от первого элемента списка до любого желаемого. Возможна реализация, допускающая обратный проход (к предыдущему элементу от известного). Новый элемент может добавляться в начало или в конец списка. При удалении элемента из начала списка первым элементом становится следующий за ним, при удалении из конца — предыдущий, из середины — предыдущий и последующий элементы становятся, соответственно, предыдущим и последующим один для другого.
- Стек — коллекция, реализующая принцип хранения «LIFO» («последним пришёл — первым вышел»). В стеке постоянно доступен только один элемент — тот, который был добавлен последним. Новый элемент может быть добавлен в стек, он станет текущим. Текущий элемент всегда можно удалить («взять») из стека, после этого становится доступен элемент, который был добавлен непосредственно перед ним.
- Очередь — коллекция, реализующая принцип хранения «FIFO» («первым пришёл — первым вышел»). В очереди постоянно доступен только один элемент — тот, который был добавлен самым первым из имеющихся. При добавлении нового элемента он попадает в очередь. Текущий элемент можно удалить — тогда текущим станет элемент, добавленный первым из оставшихся.
- Ассоциативный массив (словарь) — неупорядоченная коллекция, хранящая пары «ключ — значение». Доступ к элементам производится по ключу. В качестве ключа могут использоваться значения различных типов, единственное ограничение — тип ключа должен допускать сравнение на равенство. Любая пара может быть в любой момент удалена. Добавляться может только пара (с определённым ключом). Может вводиться запрет на дублирование ключей в коллекции. Если такого ограничения нет, то при обращении по дублирующемуся ключу может выдаваться либо n-е найденное значение (где n либо постоянно, либо определяется формой запроса), либо все значения с данным ключом.
- Множество — неупорядоченная коллекция, хранящая набор уникальных значений и поддерживающая для них операции добавления, удаления и определения вхождения. Как правило, для множеств поддерживаются операции, аналогичные операциям с математическими множествами: объединение, пересечение, симметричная разность множеств и несимметричная разность множеств.
- Мультимножество — неупорядоченная коллекция, аналогичная множеству, но допускающая наличие в коллекции одновременно двух и более одинаковых значений.

### По реализации
На уровне реализации коллекция может представлять собой одну из следующих структур данных:
- Массив
- Односвязный список
- Двусвязный список
- Стек
- Хеш-таблица
- Битовый массив

## Операции над коллекциями
В зависимости от логического типа коллекции и от реализации могут поддерживаться различные операции над коллекциями в целом. Во всех случаях операции могут производиться только над парами коллекций одного типа (и, если коллекции не гетерогенные, с одним типом элементов). Могут поддерживаться также следующие операции:
- Для всех видов коллекций — объединение. Результатом такой операции становится коллекция того же типа, что и операнды, содержащая все элементы, содержащиеся в операндах.
- Для векторов и матриц, содержащих числовые значения — типичные математические операции над одноимёнными объектами: сложение, вычитание, умножение, транспонирование.
- Для векторов — извлечения диапазона индексов. Результатом такой операции будет вектор того же типа, содержащий только те элементы исходного, которые попадают в некоторый заданный диапазон.
- Для векторов и списков — сортировка.
- Для множеств — объединение, пересечение, разность и симметричная разность.

## Известные реализации
- Glib — библиотека, реализующая большинство коллекций под лицензией GNU LGPL
- STL — реализация в виде библиотеки шаблонов для C++.